# Retrato de Antoine Lavoisier e sua mulher
Retrato de Antoine Lavoisier e sua mulher (Portrait d'Antoine-Laurent Lavoisier et de sa femme, em francês) é um retrato pintado a óleo de Antoine Lavoisier e da sua mulher Marie-Anne Pierrette Paulze pelo artista francês da corrente do neoclassicismo Jacques-Louis David em 1788. A obra foi encomendada por Marie-Anne.
Este magnífico retrato duplo foi pintado na época em que David era o líder do neoclassicismo francês. Por razões políticas, foi obrigado a retirá-lo do Salon de Paris de 1789, não tendo sido exibido publicamente durante um século.
Lavoisier foi pioneiro no estudo, por exemplo, da pólvora, do oxigénio e da composição química da água, mas apesar dos seus serviços científicos, tanto na monarquia como durante o regime revolucionário, após um julgamento sumário, acabou por ser condenado à morte na guilhotina.

## Descrição
Os grandes retratos de David são sempre muito informativos acerca dos seus retratados. Lavoisier, que foi um célebre cientista da química está representado com vários instrumentos científicos incluindo dois relacionados com as suas experiências com pólvora e oxigénio. O manuscrito que está a escrever poderá ser o seu Tratado Elementar de Química que seria publicado em 1789, no ano seguinte ao da conclusão desta pintura.
Este tratado foi ilustrado pela sua esposa, Marie-Anne Pierrette Paulze, que é referida como tendo sido aluna de David, e cujo portefólio de desenhos se encontra representado na cadeira do lado esquerdo da pintura.
Sendo uma das principais obras de David, esta pintura constitui uma das obras fundamentais no desenvolvimento da arte do retrato no século XIX.
É significativa a representação da esposa por David, sendo retratada numa posição acima da do seu marido, algo atípico para os padrões convencionais de finais do século XVIII em quadros representando casais. A obra está assinada no canto inferior esquerdo com "L DAVID, PARISIIS ANNO, 1788".

## História
David cobrou pela obra 7000 libras em 16 de dezembro de 1788. Em 1836, a sobrinha-neta de Marie-Anne recebeu o quadro e este permaneceria na coleção privada da condessa de Chazelles e seus descendentes no castelo de la Canière (em Thuret) até 1924, quando foi comprado por John Davison Rockefeller. Em 1927 este cedeu a obra ao Instituto Rockefeller para a Investigação Médica, e foi adquirido pelo Museu Metropolitano de Arte (Metropolitan Museum of Art) de Nova Iorque em 1977.

## Ligação externa
- «Página oficial» (em inglês). do Metropolitan Museum of Art